# 中川村 (長野県東筑摩郡)
中川村（なかがわむら）は長野県東筑摩郡にあった村。現在の松本市中川、筑北村大沢新田字河鹿沢にあたる。

## 地理
- 山：入山、御鷹山、大洞山、虚空蔵山、傘山
- 河川：会田川

## 歴史
- 1874年（明治8年）1月23日 - 筑摩県筑摩郡小岩井村・両瀬村・藤池村・長越村・矢久村・召田村・金井村・横川村・原山村・相吉新田村が合併して中川村となる。
- 1876年（明治9年）8月21日 - 長野県の所属となる。
- 1878年（明治11年）1月4日 - 郡区町村編制法の施行により、東筑摩郡の所属となる。
- 1889年（明治22年）4月1日 - 町村制の施行により、中川村が単独で自治体を形成。
- 1952年（昭和27年）4月1日 - 会吉新田のうち河鹿沢を本城村に編入。
- 1955年（昭和30年）4月1日 - 錦部村・五常村・会田村と合併して四賀村が発足。同日中川村廃止。

## 交通

### 道路
- 国道143号